# Poursuis tes rêves
 (novembre 2019).
Si vous disposez d'ouvrages ou d'articles de référence ou si vous connaissez des sites web de qualité traitant du thème abordé ici, merci de compléter l'article en donnant les références utiles à sa vérifiabilité et en les liant à la section « Notes et références ».

## Synopsis
Mia Caseres entre au lycée de ses rêves : Saint Mary. Deux garçons de ce fameux lycée succombent à son charme, l'un d'eux est le frère de sa pire ennemie : Lupe et l’autre est le petit-ami de cette dernière. Au programme : chant, danse, basket, amour, amitié, disputes, réconciliations, passé, révélations...

## Fiche technique
- Titre original : Go! Vive a tu manera
- Titre en français : Poursuis tes rêves
- Genre : télénovela
- Création : Sebastiàn Mellino
- Réalisation : Mauro Scandolari et Estela Cristiani
- Scénario : Sebastian Parrotta
- Pays de production :  Argentine
- Langue originale : espagnol

## Distribution

### Principaux
- Pilar Pascual (pili) (VF : Adeline Chetail) : Mía Cáceres
- José Giménez Zapiola (es) (El Purre)(VF : Clément Moreau) : Álvaro Paz
- Renata Toscano (rena) (VF : Youna Noiret) : Lupe Paz
- Santiago Sáez (sati)(VF : Martin Faliu) : Juanma Portolesi
- Axel Muñiz (VF : Gabriel Bismuth-Bienaimé) : Gaspar Fontán
- Carmela Barsamián (VF : Clara Soares) : Zoe Caletián
- Paulo Sánchez Lima (VF : Benjamin Bollen) : Simón
- María José Cardozo|Majo Cardozo (VF : Karine Foviau) : Agustina
- María José Chicar|Majo Chicar (VF : Marie Tirmont) : Sofía
- Gastón Ricaud (es) (VF : Anatole de Bodinat) : Ramiro Achával, propriétaire du lycée
- Laura Azcurra (VF : Laëtitia Lefebvre) : Mercedes Paz/Achával, directrice de l'école .

### Secondaires
- Simón Hempe (VF : Maxime Baudouin) : Federico Nacas
- Daniel Rosado (VF : Jonathan Gimbord) : Nicolás Longo
- Manuel Ramos (es) (VF : Joshua Bloch) : Tobias Acera
- Bautista Lena (VF : Romain Altché) : Martín Beltrán
- Antonella Carabelli (VF : Lila Lacombe) : Olivia Andrade
- Carolina Domenech (VF : Valérie Bescht) : Lola
- Nicole Luis (es) (VF : Angèle Humeau) : Ivana
- Ana Paula Pérez (VF : Céline Legendre-Herda) : Martina
- Sofía Morandi (VF : Valérie Bescht) : Nina Canale
- Agustina Mindlin (VF : Virginie Hénocq) : Mara Mucci
- Andrés Montorfano (VF : Laurent Morteau) : Mauro Moreira
- Ana Florencia Gutiérrez (VF : Edwige Lemoine) : Gloria
- Gonzalo Revoredo (es) (VF : Ludovic Baugin) : Marcelo Villka
- Florencia Benítez (es) (VF : Véronique Desmadryl) : Florencia
- Josefina de Achával (VF : Sabeline Amaury) : Mariana Cáceres
- Melania Lenoir (es) (VF : Sybille Tureau) : Isabel Cáceres
- Samuel Nascimento (VF : Philippe Siboulet) : Fabricio
- Johanna Francella (es) (VF : Marion Gress) : Rosario
- Yosy Machado (VF : Sabeline Amaury) : Yosy
- Luisa Drozdek (es) (VF : Céline Legendre-Herda) : Teresa
- Daniel Campomenosi (es) (VF : Michael Aragones) : Javier Paz
- Marina Castillo : Hortensia

- Version française :
  - Société de doublage : BTI Studios
  - Directeur artistique : Philippa Roche et Barbara Beretta
  - Adaptation : Yannick Ladroyes, Marie-Jo Aznar

 Source et légende : version française (VF) sur RS Doublage, DSD-Doublage et les cartons de doublage à la fin des épisodes

## Production
En août 2020, Pilar Pascual annonce l'annulation de la série malgré son renouvellement par Netflix pour une troisième saison

## Épisodes
| Saison  | Épisodes | Diffusion originale |
| ------- | -------- | ------------------- |
| 1       | 15       | 22 février 2019     |
| 2       | 15       | 21 juin 2019        |
| Spécial | Spécial  | 15 novembre 2019    |

| Cette saison bénéficie d'une première diffusion le 22 février 2019. 1. (1) Épisode 1 (Empieza mi historia) 2. (2) Épisode 2 (Nunca te rindas) 3. (3) Épisode 3 (Mis amigos) 4. (4) Épisode 4 (Traicioneros) 5. (5) Épisode 5 (Fiesta) 6. (6) Épisode 6 (Duelo de baile) 7. (7) Épisode 7 (Problemas...) 8. (8) Épisode 8 (Extraño) 9. (9) Épisode 9 (Me enfadé) 10. (10) Épisode 10 (Le salvé) 11. (11) Épisode 11 (Mi solista) 12. (12) Épisode 12 (Gaspar vuelve) 13. (13) Épisode 13 (Papa de Álvaro...) 14. (14) Épisode 14 (Lupe...) 15. (15) Épisode 15 (Mi primera competición con Go!) | Cette saison bénéficie d'une première diffusion le 21 juin 2019. 1. (16) Épisode 1 (Capítulo 1) 2. (17) Épisode 2 (Capítulo 2) 3. (18) Épisode 3 (Capítulo 3) 4. (19) Épisode 4 (Capítulo 4) 5. (20) Épisode 5 (Capítulo 5) 6. (21) Épisode 6 (Capítulo 6) 7. (22) Épisode 7 (Capítulo 7) 8. (23) Épisode 8 (Capítulo 8) 9. (24) Épisode 9 (Capítulo 9) 10. (25) Épisode 10(Capítulo 10) 11. (26) Épisode 11 (Capítulo 11) 12. (27) Épisode 12 (Capítulo 12) 13. (28) Épisode 13 (Capítulo 13) 14. (29) Épisode 14 (Capítulo 14) 15. (30) Épisode 15 (Capítulo 15) |

### Épisode spécial (2019)
Cet épisode spécial bénéficie d'une diffusion originale le 15 novembre 2019.
- Poursuis tes rêves : Une fête inoubliable (Go! La fiesta inolvidable)

## Musiques de la série
| No  | Titre                        | Paroles                                                           | Musique                                                           | Durée |
| --- | ---------------------------- | ----------------------------------------------------------------- | ----------------------------------------------------------------- | ----- |
| 1.  | Go Go Go                     | Alejandro Vergara Becerra, Pablo Correa,Sebastián Mellino         | Alejandro Vergara Becerra, Pablo Correa,Sebastián Mellino         | 2:39  |
| 2.  | Just Feel It                 | Antonella Marcello,Ariela Lafuente,Pablo Correa,Sebastián Mellino | Antonella Marcello,Ariela Lafuente,Pablo Correa,Sebastián Mellino | 2:16  |
| 3.  | Tonight                      | Alejandro Vergara Becerra,Pablo Correa,Sebastián Mellino          | Alejandro Vergara Becerra,Pablo Correa,Sebastián Mellino          | 2:51  |
| 4.  | Hoy se Encuantras a las Tres | Alejandro Vergara Becerra,Pablo Correa,Sebastián Mellino          | Alejandro Vergara Becerra,Pablo Correa,Sebastián Mellino          | 2:31  |
| 5.  | Você É Demais                | Alejandro Vergara Becerra,Pablo Correa,Sebastián Mellino          | Antonella Marcello,Ariela Lafuente,Pablo Correa,Sebastián Mellino | 2:24  |
| 6.  | Pase Lo Que Pase             | Alejandro Vergara Becerra,Pablo Correa,Sebastián Mellino          | Alejandro Vergara Becerra,Pablo Correa,Sebastián Mellino          | 2:25  |
| 7.  | Sigo Mi Intuición            | Alejandro Vergara Becerra,Pablo Correa,Sebastián Mellino          | Alejandro Vergara Becerra,Pablo Correa,Sebastián Mellino          | 1:27  |
| 8.  | Cuando Te Vi                 | Alejandro Vergara Becerra,Pablo Correa,Sebastián Mellino          | Alejandro Vergara Becerra,Pablo Correa,Sebastián Mellino          | 2:02  |
| 9.  | Cheerleaders (Llego la hóra) | Alejandro Vergara Becerra,Pablo Correa,Sebastián Mellino          | Alejandro Vergara Becerra,Pablo Correa,Sebastián Mellino          | 0:54  |
| 10. | See You                      | Alejandro Vergara Becerra,Pablo Correa,Sebastián Mellino          | Alejandro Vergara Becerra,Pablo Correa,Sebastián Mellino          | 2:29  |
| 11. | Ya No Más                    | Ariela Lafuente,Pablo Correa,Sebastian Mellino                    | Ariela Lafuente,Pablo Correa,Sebastian Mellino                    | 2:41  |
| 12. | Si te Atreves A Soñar        | Sebastian Mellino                                                 | Sebastian Mellino                                                 | 3:21  |
| 13. | Somos Uno                    | Alejandro Vergara Becerra,Pablo Correa,Sebastián Mellino          | Alejandro Vergara Becerra,Pablo Correa,Sebastián Mellino          | 3:50  |